# Belinda Hocking
Belinda Jane Hocking (Wangaratta, 14 de setembro de 1990) é uma nadadora australiana.
Nos Jogos Olímpicos de Pequim 2008 ficou em oitavo lugar nos 200 metros costas. Participou dos Jogos de Londres 2012, onde disputou as provas dos 100 m (7º lugar) e 200 metros costas (10º).